# Locomotiva FS 830
Le locomotive FS 830 sono state un gruppo di locomotive-tender da manovra delle Ferrovie dello Stato (FS).
Le prime 14 furono costruite per conto della Rete Mediterranea (RM) come RM 6807-6820. Imparentate con le locomotive RM 6801-6806, poi FS 829, furono le progenitrici dirette del gruppo 835 FS.
I carri e i rodiggi di alcune 830 destinate alla demolizione furono utilizzati per la costruzione di locomotive dei gruppi FS 234 ed E.321 ed E.322.

## Progetto, costruzione e vicende storiche
Il progetto delle locomotive poi del gruppo 830 FS fu sviluppato dall'Ufficio d'Arte di Torino della Rete Mediterranea.
Basato su quello delle precedenti RM 6801-6806, dette origine a una prima serie di 14 macchine, numerate RM 6807-6820, che furono consegnate all'esercizio nel 1903.
Le Ferrovie dello Stato, subentrate alla RM nel 1905, ne fecero costruire altre 30 nel 1905-1906.
Tutte le unità costituirono il gruppo 830 FS, e vennero dapprima numerate 8301-8344. Dal 1918 assunsero la numerazione definitiva 830.001-044.
Vennero assegnate dapprima ai depositi locomotive di Torino, Alessandria e Novara e prevalentemente a compiti di manovra.
Al 31 dicembre 1922 erano assegnate ai depositi di Torino Smistamento (26), Casale Monferrato (2), Novara (12), Bra (2) e Asti (2).
Le radiazioni dal parco FS cominciarono negli anni trenta. Alcune macchine non vennero demolite ma cedute a varie aziende ferroviarie, enti pubblici e società per espletare servizi di linea, di manovra e sui raccordi industriali.
Nel 1952 quattro di esse, le unità 007, 010, 016 e 021, furono vendute dalle FS all'Impresa Lagorara (IL), che gestiva le manovre nel porto di Genova insieme all'Impresa Manovre & Affini (IMA). Nel 1969, quando le FS assunsero in proprio quel servizio acquisendo anche gli eterogenei parchi di quelle aziende, le riebbero e le inserirono nel nuovo gruppo 830. Poiché nel 1969 il primitivo gruppo 830 FS era già scomparso, non sussistendo il rischio di sovrapposizioni delle matricole le FS rinumerarono consecutivamente tutte le macchine già delle due aziende genovesi. Solo casualmente la primitiva FS 830.007, poi IL 7, assunse nel nuovo gruppo 830 FS la matricola 007. Secondo il Kalla-Bishop le macchine ex IL furono radiate definitivamente dal parco FS entro il 1971.
L'Impresa Manovre & Affini nello stesso 1952 acquistò dalle FS altre cinque 830 che all'atto del subentro, nel 1969, le FS non ritennero di riprendere in carico.
Delle altre macchine si sa che nel 1936 due unità, fra cui l'830.001, furono vendute alla Cockitalia che le impiegò sul raccordo del proprio impianto di Bragno, presso il quale erano in servizio anche le locomotive ex FS 422.009 e 422.022, dal 1980 conservate grazie al Museo Ferroviario Piemontese.
Altre macchine furono cedute una alla Montecatini e una all'ILVA.
Undici, dal 1939 al 1941, furono cedute al Ministero della Marina per il servizio sui raccordi degli Arsenali. Tra esse l'unità 039, ancora in servizio a La Spezia nel 1969.
Infine, tra il 1939 e il 1942 le unità 021 e 042 furono cedute a noleggio alle Ferrovie Torino Nord che le utilizzò anche per servizi di linea.
L'830.006 era ancora in servizio nel gennaio 1987.
Progettate pochi anni prima e, sotto le FS, costruite parallelamente alle prime 835, le 830 furono il modello per lo sviluppo del successivo e numeroso gruppo 835.
I carri e i rodiggi di alcune 830 destinate alla demolizione furono utilizzati per la costruzione di locomotive dei gruppi FS 234, E.321 ed E.322.

## Caratteristiche tecniche
Le locomotive poi del gruppo FS 830 erano delle macchine a vapore saturo, a semplice espansione, con motore a cilindri gemelli.
Vengono distinte in due sottogruppi, numerati 830.001-014 e 015-044. Simili nell'aspetto generale e nei particolari costruttivi, il secondo si distingueva per la maggiore lunghezza del telaio, che permise di ampliare le casse contenenti il carbone, e per il camino, la cui maggiore sezione permise un miglioramento delle prestazioni della caldaia.
La caldaia, di dimensioni maggiori rispetto a quella del gruppo 829 perché dotata di un maggior numero di tubi bollitori, generava il 7 % di vapore in più del gruppo predecessore..
In occasione delle grandi riparazioni essa fu sostituita con quella del gruppo 835 FS (sottogruppo 835.317-370, poi adottata su tutto il gruppo).

## Conservazione museale
Sono conservate le seguenti unità:
- RM 6807, poi FS 830.001 (costruzione Breda, 1902), presso la Italiana Coke, Vado Ligure (Savona)[10];
- RM 6812, poi FS 830.006 (costruzione Breda, 1902, numero di costruzione 618), presso il "Casello 33" della ex ferrovia Ferrara-Modena, Ravarino (Modena);
- RM 6816, poi FS 830.010 (costruzione Breda, 1902, numero di costruzione 622), presso il Centro per la storia delle ferrovie e tramvie, Bologna[10];
- 830.017 (costruzione Breda, 1906, numero di costruzione 758), esposta nel Parco archeologico industriale ex-Breda di Sesto San Giovanni[14];
- 830.035 (costruzione Breda, 1906, numero di costruzione 776), presso il Parco Selva Pergusina, Pergusa (Enna)[10].

### Fonti a stampa
- Guido Corbellini, Il cinquantenario delle Ferrovie dello Stato, in 1905-1955. Il cinquantenario delle Ferrovie dello Stato, in Ingegneria Ferroviaria, 9 (1955), n. 5-6, pp. 333–528 [ristampe in volume: Roma, Collegio Ingegneri Ferroviari Italiani, 1955; Roma, Collegio Ingegneri Ferroviari Italiani-Ponte San Nicolò, Duegi, 2005, ISBN 88-900979-0-6].
- Manlio Diegoli, La trazione a vapore, in Ingegneria Ferroviaria, vol. 16, n. 7-8, 1961,  pp. 671-680.
- Ferrovie dello Stato. Direzione generale. Servizio Trazione, Album dei tipi delle locomotive ed automotrici, Firenze, Ferrovie dello Stato, 1915,  Vol. , tav.. Rist. anast.: Colleferro, Editrice di storia dei trasporti, 1979; Ponte San Nicolò, Duegi, 2005.

### Storiografia e complementi
- Italo Briano, Storia delle ferrovie in Italia, Milano, Cavallotti, 1977, volume 1. Le vicende.
- Italo Briano, Storia delle ferrovie in Italia, Milano, Cavallotti, 1977, volume 2.: La tecnica 1.
- Franco Castiglioni, Vapore 1992. Le locomotive conservate in Italia. Musei, monumenti e vapore attivo, Torino, Gulliver, 1992, ISBN 88-85361-39-0, SBN LO10886442.
- Franco Castiglioni, FS Gr. 830. Il gruppo che visse due volte, in Tutto treno, 29 (2016), n. 304, pp. 16–23.
- Giovanni Cornolò, Locomotive a vapore FS, 2ª ed., Parma, Ermanno Albertelli, 1998, ISBN 88-85909-91-4.
- (EN) Peter Michael Kalla-Bishop, Italian State Railways steam locomotives, Abingdom, R. Tourret, 1986,  pp. 68-69, ISBN 0-905878-03-5.
- Erminio Mascherpa, Mille facce dell'835, in I treni, vol. 17, n. 168, 1995,  pp. 14-26.
- Angelo Nascimbene e Aldo Riccardi, FS anni '50, Prima parte: Trazione a vapore e Diesel, Albignasego, Duegi, 1995.
- Angelo Nascimbene, Aldo Riccardi, 1905-2005. Cento anni di locomotive a vapore delle Ferrovie dello Stato, in Tutto treno tema, n. 20, 2005,  pp. 53-56, 59.
- (EN) R. Tourret, Allied military locomotives of the Second World War, Abingdom, R. Tourret, 1995, ISBN 0-905878-06-X.